# AN/SPG-62
AN/SPG-62 — американский радар непрерывного излучения системы «Иджис», выполняет функцию подсветки цели на конечном участке наведения ракет «Стандарт» SM-2. Является составной частью системы управления стрельбой Mk 99.
На маршевом участке траектории ракеты «Стандарт» SM-2 наводятся на цель многофункциональным радаром AN/SPY-1 посредством дистанционно перепрограммируемого автопилота. На конечном участке траектории, когда ракета переходит в режим полуактивного самонаведения, радар AN/SPG-62 осуществляет подсветку перехватываемой цели (последние несколько секунд полёта).
Имеет диаграмму направленности с очень узким основным лепестком, что позволяет производить эффективную и высокоселективную подсветку цели при относительно малой мощности излучения. Может использоваться как обзорный радар..
Устанавливается на стабилизированной платформе Mk 82 с гироскопом на кольцевом лазере. Вес антенного поста — 1225 кг, аппаратуры управления — 680 кг. Скорость поворота антенны по азимуту — 72°/с.
Имеет общую антенну с радаром сопровождения цели AN/SPG-63.
Количество радаров AN/SPG-62, установленных на корабле, определяют максимальное количество зенитных ракет, которые одновременно могут находиться на конечном участке наведения. Для крейсеров типа «Тикондерога» это число составляет 4, для эсминцев типа «Арли Бёрк» — 3.

## Установки на кораблях
- Ракетные крейсера типа «Тикондерога» (4 радара)
- Эскадренные миноносцы типа «Арли Бёрк» (3 радара)
- Япония Эскадренные миноносцы типа «Атаго» (3 радара)
- Япония Эскадренные миноносцы типа «Конго» (3 радара)
- Испания Фрегаты типа «Альваро де Базан» (2 радара)
- Норвегия Фрегаты типа «Фритьоф Нансен» (2 радара)
- Австралия Фрегаты типа «Хобарт» (2 радара)
- Республика Корея Эскадренные миноносцы типа «Король Седжон» (3 радара)

## Фото
На крейсерах типа «Тикондерога» два радара AN/SPG-62 расположены побортно на крыше носовой части надстройки над ходовым мостиком, два других — линейно-возвышенно на крыше кормовой части надстройки над вертолётным ангаром.
На эсминцах типа «Арли Бёрк» один радар AN/SPG-62 расположен в носовой части надстройки над ходовым мостиком, два других — линейно-возвышенно в кормовой части надстройки.